# Académie macédonienne des sciences et des arts
Vous pouvez aider à l'améliorer ou bien discuter des problèmes sur sa page de discussion.
- Son contenu est rédigé entièrement ou presque à partir d'une seule source. N'hésitez pas à modifier cet article pour améliorer sa vérifiabilité en apportant de nouvelles références dans des notes de bas de page. (Marqué depuis août 2023)
- Il ne s’appuie pas, ou pas assez, sur des sources secondaires ou tertiaires. (Marqué depuis août 2023)
- Il est à actualiser. Certains passages sont obsolètes ou annoncent des événements désormais passés. (Marqué depuis août 2023)

- Archive Wikiwix
- Bing
- Cairn
- DuckDuckGo
- E. Universalis
- Gallica
- Google
- G. Books
- G. News
- G. Scholar
- Persée
- Qwant
- (zh) Baidu
- (ru) Yandex
- (wd) trouver des œuvres sur Wikidata

L'Académie macédonienne des sciences et des arts (en macédonien : Македонска академија на науките и уметностите, abrégé en МАНУ, soit MANU) est une des plus grandes institutions de la Macédoine du Nord. Elle a été fondée en février 1967.
Sa mission est de réguler et stimuler les arts et les sciences en Macédoine du Nord. Elle compte six départements, spécialisés en linguistique et sciences littéraires, en sciences sociales, en sciences médicales, en sciences naturelles, mathématiques et biotechniques, en sciences techniques et en arts.
L'académie est membre du Conseil international pour la science.
Ce n'est pas l'académie qui régule la langue macédonienne, mais l'Institut Krste Misirkov, qui fait partie de l'Université Saints-Cyrille-et-Méthode de Skopje.

## Membres actuels (2012)

### Département de linguistique et des sciences littéraires
| Membre              | Date d'élection | Domaines de recherche                                      |
| ------------------- | --------------- | ---------------------------------------------------------- |
| Kata Ќulavkova      | 2003            | Théorie de la littérature et de l'herméneutique littéraire |
| Milan Gjurčinov     | 1994            | Russe et littérature comparée                              |
| Petar Ilievski      | 1983            | Philologie classique                                       |
| Vitomir Mitevski    | 2009            | Littérature antique                                        |
| Blaže Ristovski     | 1996            | Histoire et linguistique                                   |
| Zuzanna Topolińska  | 1996            | Linguistique et études slaves                              |
| Gjorgi Pop-Atanasov | 2012            | Théologie                                                  |

#### Membres étrangers
| Membre                   | Pays               | Domaines de recherche           |
| ------------------------ | ------------------ | ------------------------------- |
| Kajetan Gantar           | Slovénie           | Philologie classique            |
| Alla Genyadenva Sheshken | Russie             | Philologie slave                |
| Ivan Dorovsky            | République tchèque | Histoire de la littérature      |
| Victor Friedman          | États-Unis         | Philologie slave et des Balkans |
| Radomir Ivanović         | Serbie             | Critique littéraire             |
| Goran Kalođera           | Croatie            | Littérature slave et croate     |
| Christina Kramer         | Canada             | Littérature slave               |
| Predrag Matvejević       | Italie             | Philologie slave                |
| Nullo Minissi            | Italie             | Philologie slave                |
| Wlodzimierz Pianka       | Autriche           | Philologie slave                |
| Rina Pavlovna Usikova    | Russie             | Philologie slave                |
| Zdenka Ribarova          | République tchèque | Philologie slave                |
| Oleksij Simonovich       | Ukraine            | Philologie slave                |
| Genag Apanasovich        | Biélorussie        | Philologie slave                |

### Département des sciences sociales
| Membre                    | Date d'élection | Domaines de recherche                 |
| ------------------------- | --------------- | ------------------------------------- |
| Vera Bitrakova Grozdanova | 2009            | Archéologie classique                 |
| Taki Fiti                 | 2003            | Sciences économiques et macroéconomie |
| Cvetan Grozdanov          | 1996            | Art médiéval et byzantin              |
| Vlado Kambovski           | 2006            | Droit criminel et criminologie        |
| Ivan Katardžiev           | 2003            | Sciences historiques                  |
| Goce Petreski             | 2009            | Sciences économiques                  |
| Abdulmenaf Bedxeti        | 2012            | Sciences économiques                  |

#### Membres étrangers
| Membre                       | Pays       | Domaines de recherche            |
| ---------------------------- | ---------- | -------------------------------- |
| Isaac Adizes                 | États-Unis | -                                |
| Joseph C. Brada              | États-Unis | Économie                         |
| Vlado Strugar                | Serbie     | Histoire                         |
| Gojko Subotić                | Serbie     | Histoire de l'art                |
| Razvan Teodorescu            | Roumanie   | Histoire de l'art                |
| James R. Wiseman             | États-Unis | Histoire de l'art et archéologie |
| Robert Badinter              | France     | Droit                            |
| Mihajlo Dika                 | Croatie    | Droit                            |
| Ilber Ortyali                | Turquie    | -                                |
| Evgeniy Maksimovich Primakov | Russie     | -                                |
| Andrew Rossos                | Canada     | -                                |

### Département des sciences médicales
| Membre                | Date d'élection | Domaines de recherche     |
| --------------------- | --------------- | ------------------------- |
| Momir Polenaković     | 1997            | Médecine interne          |
| Ilija Vaskov          | 2000            | Chirurgie maxillo-faciale |
| Živko Popov           | 2009            | Chirurgie                 |
| Vladimir Serafimovski | 2000            | Médecine interne          |
| Ilija Filipče         | 2009            | Oto-rhino-laryngologie    |
| Nada Pop-Jordanova    | 2012            | Psychosociologie          |

#### Membres étrangers
| Membre                 | Pays       | Domaines de recherche         |
| ---------------------- | ---------- | ----------------------------- |
| Horst Klinkmann        | Allemagne  | Médecine interne              |
| Rainer Ingo Peter Kotz | Autriche   | Orthopédie                    |
| Ferid Murad            | États-Unis | Pharmacologie                 |
| Gozazd Rosklija        | États-Unis | Neurologie et neuropathologie |
| Antonie Skoklev        | Serbie     | Chirurgie maxillo-faciale     |

### Département des sciences naturelles, mathématiques et biotechniques
| Membre             | Date d'élection | Domaines de recherche |
| ------------------ | --------------- | --------------------- |
| Dončo Dimovski     | 2009            | Mathématiques         |
| Vlado Matevski     | 2009            | Botanique             |
| Gligor Jovanovski  | 2006            | Chimie structurelle   |
| Blagoj Popov       | 1967            | Mathématiques         |
| Gjorgij Filipovski | 1967            | Pédologie             |
| Bojan Šoptrajanov  | 1994            | Chimie                |

#### Membres étrangers
| Membre            | Pays     | Domaines de recherche |
| ----------------- | -------- | --------------------- |
| Boris Kamenar     | Croatie  | Chimie inorganique    |
| Dušan Hadži       | Slovénie | Chimie structurelle   |
| Vladimir Majer    | Croatie  | Pétrologie            |
| Hari M. Srivastva | Canada   | Mathématiques         |
| Ivo Slaus         | Croatie  | Physique              |

### Département des sciences techniques
| Membre              | Date d'élection | Domaines de recherche   |
| ------------------- | --------------- | ----------------------- |
| Ljupčo Kocarev      | 2007            | Informatique            |
| Leonid Grčev        | 2009            | Électronique            |
| Alajdin Abazi       | 2006            | Ingénierie électronique |
| Tome Boševski       | 1994            | Ingénierie électronique |
| Ratko Janev         | 2000            | Physique nucléaire      |
| Gligor Kanevče      | 2000            | Thermodynamique         |
| Jordan Pop-Jordanov | 1974            | Ingénierie électronique |

#### Membres étrangers
| Membre         | Pays   | Domaines de recherche |
| -------------- | ------ | --------------------- |
| Momčilo Ristić | Serbie | -                     |

### Département des arts
| Membre            | Date d'élection | Domaines de recherche             |
| ----------------- | --------------- | --------------------------------- |
| Mitko Madžunkov   | 2007            | Littérature                       |
| Mateja Matevski   | 1983            | Littérature                       |
| Boro Mitriḱeski   | 1997            | Sculpture                         |
| Božin Pavlovski   | 1996            | Littérature                       |
| Tome Serafimovski | 1994            | Sculpture                         |
| Georgi Stardelov  | 1991            | Esthétique et critique artistique |
| Luan Starova      | 2003            | Littérature                       |
| Vasko Taškovski   | 1996            | Peinture                          |
| Vlada Urošević    | 1997            | Littérature                       |
| Gazanfer Bayram   | 2012            | Mosaïque                          |
| Gjuzel Bogomil    | 2012            | Littérature                       |
| Gligor Čemerski   | 2012            | Peinture                          |

#### Membres étrangers
| Membre                 | Pays        | Domaines de recherche |
| ---------------------- | ----------- | --------------------- |
| Ali Aliu               | Kosovo      | Littérature           |
| Dimitriu M. Jon        | Roumanie    | Littérature           |
| Justo Jorge Padrón     | Espagne     | Littérature           |
| Ivan Minati            | Slovénie    | Littérature           |
| Edgar Morin            | France      | Sociologie            |
| Miodrag Pavlović       | Serbie      | Littérature           |
| Sreten Perović         | Monténégro  | Histoire              |
| Philippe Roberts-Jones | Belgique    | Histoire de l'art     |
| Goran Stefanovski      | Royaume-Uni | Littérature           |
| Kiro Urdin             | Belgique    | Peinture              |
| Risto Vasilevski       | Serbie      | Littérature           |

### Membres d'honneur
| Membre             | Domaines de recherche |
| ------------------ | --------------------- |
| Petar Hadži-Boskov | Sculpture             |
| Boris Paton        | Métallurgie           |

## Liste des dirigeants
| Identité                         | Période          | Période | Durée |
| Identité                         | Début            | Fin     | Durée |
| -------------------------------- | ---------------- | ------- | ----- |
| Vlado Kambovski (d) (né en 1948) | 2012             | 2015    | 3 ans |
| Ljupčo Kocarev (en) (né en 1955) | 1er janvier 2020 |         |       |